# Les Épées de feu
Les Épées de feu (Knights of God) est un feuilleton télévisé britannique en treize épisodes de 25 minutes, écrit par Richard Cooper et diffusé du 6 septembre au 6 décembre 1987 sur ITV.
En France, le feuilleton a été diffusé du 7 octobre au 30 décembre 1987 sur Canal+, puis rediffusé sur La Cinq. Il reste inédit dans les autres pays francophones.

## Synopsis
En l'an 2020, après une guerre civile débutant en 2020, la royauté a été renversée et le Royaume-Uni est dirigé par une organisation de type fasciste, appelée les Épées de feu.

## Distribution
- George Winter (VF : Bertrand Liebert) : Gervase Edwards
- Claire Parker : Julia Clarke
- John Woodvine (en) : Mordrin
- Gareth Thomas : Owen Edwards
- Patrick Troughton : Arthur

 Source et légende : version française (VF) sur RS Doublage